# Шпейза
Шпейза (нім. Speise, досл. «їжа, страва») — проміжний або побічний продукт у кольоровій металургії, що являє собою сплав арсенідів і антимонідів заліза, кобальту, нікелю, міді та інших металів.
Шпейза утворюється при плавці сировини з високим вмістом миш'яку. При плавці миш'яково-кобальтової сировини виходить кобальтова шпейза. З метою отримання кобальту шпейзу обпалюють (для видалення миш'яку та сірки), а отримані оксиди піддають подальшій металургійній переробці або сульфатизують, спікаючи з концентрованою сірчаною кислотою, і переробляють гідрометалургійний шляхом. У свинцевому виробництві шпейза утворюється при шахтній плавці шихт з підвищеним вмістом миш'яку і при плавці мідних шлікерів. Завдяки малій розчинності та відносно великий щільності (8-8,5 г/см³>) шпейза розташовується окремим шаром між розплавленими свинцем і штейном. Шпейза — добрий колектор свинцю, срібла, золота, і з нею виводиться з виробництва значна кількість цих металів, тому отримання її при виробництві свинцю небажано.
Зазвичай шпейзу переробляють спільно зі штейном у конвертерах з частковою відгонкою миш'яку і сурми в газову фазу і отриманням низькосортної чорнової міді.